# Tinius Olsen
Tinius Olsen (Kongsberg, 7 december 1845 – 20 oktober 1932) was een in Noorwegen geboren Amerikaanse ingenieur en uitvinder. Hij was de oprichter van de Tinius Olsen Material Testing Machine Company, een fabrikant van testmachines voor materialen. Hij kreeg  in 1891 de Elliott Cresson Medal van het Franklin Institute voor zijn autografische testmachine.